# Grace Frick
Pour les articles homonymes, voir Frick.
Grace Frick (12 janvier 1903 – 18 novembre 1979) est une enseignante d'anglais, chercheuse et traductrice de Marguerite Yourcenar et qui devient rapidement sa compagne après leurs premières rencontres. Elle est la seconde doyenne du collège de Hartford.   

## Biographie
Grace Marion Frick est née à Toledo dans l'Ohio le 12 janvier 1903. Sa famille emménage par la suite à Kansas City,,.
Elle sort diplômée du Wellesley College en 1925. En 1927, elle obtient un master à Wellesley. Elle commence une thèse à l'université Yale en 1937, l'année même où elle rencontre Marguerite Yourcenar à Paris, et poursuit sa thèse sans la terminer à l'université du Kansas,.

## Carrière
Grace Frick est surtout célèbre pour sa traduction en anglais des Mémoires d'Hadrien, de L'Œuvre au noir et du Coup de grâce de Marguerite Yourcenar. Jusqu'à la mort de Grace Frick, Marguerite Yourcenar n'accepte aucune autre traductrice de ses œuvres.  
Elle enseigne au Stephens Junior College for Women (devenu Stephens College (en)) à Columbia, et au Barnard College à New York. Après l'arrivée de Marguerite Yourcenar en 1940, Grace Frick devient la seconde doyenne du collège de Hartford (devenu plus tard le Hartford College for Women (en),) et y reste en poste jusqu'en 1943.
À côté de ses fonctions administratives, elle enseigne aussi l'anglais, d'abord à Hartford, puis au Connecticut College for Women (devenu Connecticut College (en)) à New London (Connecticut).
Alors qu'elles habitent à Hartford, Grace Frick et Marguerite Yourcenar s'investissent dans une communauté d'art située près du musée Wadsworth Atheneum, dirigée par Arthur Everett Austin Jr. (en).

## Vie privée
Elle rencontre Marguerite Yourcenar en février 1937 à l'hôtel Wagram de Paris. Elles tombent amoureuses l'une de l'autre et, en 1939, Grace invite Marguerite à venir vivre avec elle aux États-Unis, lui permettant ainsi d'échapper à la guerre imminente en Europe. Elle est alors professeure de littérature britannique à New York et elles vivent à West Hartford (au 549, Prospect Avenue).
Elle renonce à sa carrière universitaire, soutient financièrement et psychologiquement Marguerite Yourcenar, et devient la traductrice de son œuvre en anglais. Elles s'installent à partir de 1950 sur l'île des Monts Déserts, dans le Maine, qu'elles avaient découverte en 1942, et nomment leur maison « Petite-Plaisance ». Elles y passeront le reste de leur vie.
Grace Frick organise leur vie, ne se plaint pas après son ablation du sein en 1958, et doit rassurer sa compagne hypocondriaque et sujette à la dépression.
Les deux femmes vivent ensemble jusqu'à la mort de Grace Frick d'un cancer du sein en 1979.
En 1987, Marguerite Yourcenar est enterrée au côté de sa compagne, au cimetière de Brookside à Mount Desert. À côté d'elles se trouve une plaque à la mémoire de Jerry Wilson, le dernier compagnon de Marguerite Yourcenar, mort du sida en 1986.